# Los Phryges
Los Phryges (en francés: Les Phryges), son las mascotas oficiales de los Juegos Olímpicos y Paralímpicos de París 2024. Son dos pequeños gorros frigios antropomórficos femeninos que son un fuerte símbolo de Francia.
El 14 de noviembre de 2022, Tony Estanguet, presidente del comité organizador, reveló que la mascota de París 2024 no era un animal sino un objeto, diciendo que «elegimos un ideal en lugar de un animal. Elegimos el gorro frigio porque es un símbolo muy fuerte de la República Francesa. Para los franceses, es un objeto muy conocido que es un símbolo de libertad», y agregó que «el hecho de que la mascota de los Juegos Paralímpicos tenga una discapacidad visible también envía un fuerte mensaje: promover la inclusión».
Las mascotas son unos gorros frigios, un tipo de sombrero suave, generalmente rojo, usado por los esclavos liberados en Frigia, un antiguo reino griego ubicado en lo que ahora es Turquía. En la época de la Revolución francesa, el gorro frigio se usaba como símbolo de libertad.
Las nuevas mascotas fueron promocionadas como «deportivas, amantes de las fiestas y muy francesas».
Dichas mascotas son también una marca registrada en Francia bajo las denominaciones «La Phryge Olympique» y «La Phryge Paralympique».

## Características
A cada Phryge se le dio una personalidad. El Phryge Olímpico es «el inteligente» con una «mente metódica y un encanto seductor». El Phryge Paralímpico es «un animal fiestero, espontáneo y un poco exaltado».

## Recepción
En Francia, se han formulado críticas acerca de que la mayoría de las réplicas de juguete de la mascota son «hechas en China». Julie Matikhine, directora de la marca París 2024, respondió que «el 18 por ciento de los animales de peluche producidos por la empresa Doudou et Compagnie estará en Bretaña», con la esperanza de «reubicar parte del sector».
Los Phryges han sido comparados con un «clítoris en zapatillas» gigante. El periódico francés Libération lo aclamó como una desviación revolucionaria del tradicional símbolo fálico de la Torre Eiffel.